# Chia (cratera)
Chia é uma cratera marciana. Tem como característica 96 quilômetros de diâmetro. Deve o seu nome a Chía, uma localidade na Espanha.